# 瓦尔登堡 (萨克森州)
瓦尔登堡（德語：Waldenburg，發音：[ˈvaldn̩bʊʁk] ⓘ）是德国萨克森州茨维考县的城市，面积25.06平方千米，2023年12月31日人口为3,923人。